# Plays standards and more
Plays standards and more è un album del 1992 di Daniele Sepe

## Tracce
1. Amarcord
2. Do nothin'till
3. Mood indigo
4. Il circo
5. Caravan
6. Take the "A" train
7. Il circo
8. Green dolphin
9. Addio a Lugano
10. Il valzer del cocciolone
11. Rugido do leao
12. Il circo
13. In a sentimental mood
14. A night in Tunisia
15. Dimmi quando
16. The girl of Ipanema
17. Tico tico
18. What is it
19. Valzer del cocciolone (alt. take)
20. Addio a Lugano